# 애스트롤랜드

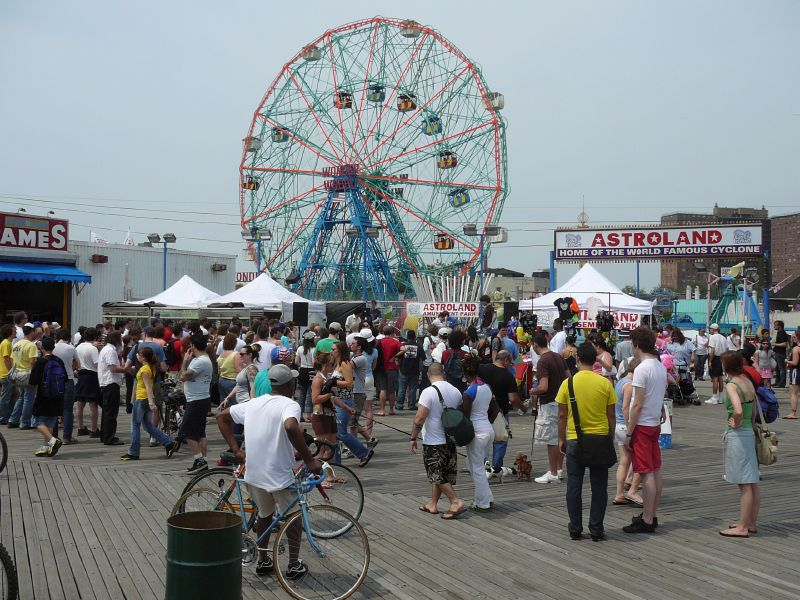
애스트롤랜드

애스트롤랜드(Astroland)는 뉴욕 코니아일랜드에 위치한 놀이공원이다. 1962년 문을 열었으며, 2008년 9월 7일 영업을 중단하였다. 이 자리에는 루나 파크라고 불리는 놀이공원이 들어서게 되었다. 코니아일랜드 사이클론이라는 롤러코스터가 유명하다.